# Samsung Ativ S
Samsung ATIV S byl chytrý telefon vyráběný společností Samsung Electronics. Běžel na operačním systému Windows Phone 8, který mohl být aktualizován na Windows Phone 8.1. Byl to první telefon od Samsungu s tímto OS a jeden z prvních zařízení se značkou ATIV. Byl poprvé představen na IFA 2012 – to z něj udělalo první oficiálně představené zařízení s Windows Phone 8.
Existovaly tři varianty zařízení, ale všechny sdílely tyto specifikace:
- 4.8 palcový Super AMOLED displej s rozlišením 1280x720 a hustotou pixelů 306ppi
- Dvoujádrový procesor s frekvencí 1.5GHz
- 1 gigabajt RAM
- Zadní kamera s rozlišením 8 megapixelů
- Podpora pro NFC a HSPA

ATIV S byl dostupný s 16 nebo 32 gigabajty interního úložiště, s možností rozšíření pomocí micro SDXC. V telefonu byla 2300mAh baterie. Hardware byl velmi podobný Samsung Galaxy S III.
V roce 2013 představila společnost Sprint Corporation variantu Samsung ATIV S, která se jmenovala Samsung ATIV S Neo. Vzhled telefonu je podobný původnímu telefonu, ale liší se od něj specifikacemi: frekvence procesoru bylo 1.4GHz, kapacita baterie byla 2000mAh, displej typu TFT LCD a konektivita LTE.

## Varianty
|           | Region                               | Přední kamera | Bluetooth | Konektivita |
| --------- | ------------------------------------ | ------------- | --------- | ----------- |
| GT-I8750  | Celý svět                            | 1.9MP         | 3.0       | NFC, DLNA   |
| GT-I8370  | Spojené království, Kanada, Singapur | 1.2MP         | 3.0       | NFC, DLNA   |
| SGH-T899M | Kanada                               |               | 2.1       | LTE         |

Zdroj